# مورتون، کانتی دورام
مورتون (به انگلیسی: Murton) یک روستا و محله مدنی در بریتانیا است که در County Durham واقع شده‌است. مورتون ۴٬۵۳۴ نفر جمعیت دارد.